# (26314) Škvorecký
26314 Skvorecky (1998 UJ1) – planetoida z pasa głównego asteroid okrążająca Słońce w ciągu 4,04 lat w średniej odległości 2,53 j.a. Odkryta 16 października 1998 roku.